# Jack McGlynn
Jack Ryan McGlynn (* 7. Juli 2003 in Middle Village, Queens, New York City) ist ein US-amerikanisch-irischer Fußballspieler.

## Karriere
Von Blau Weiss Gotschee wechselte McGlynn im Sommer 2019 in die Academy von Philadelphia Union, von wo er im März 2020 zu Philadelphia Union II, dem Farm-Team des Franchises, in die USLC wechselte. Seit der Saison 2021 spielt er auch in der ersten Mannschaft. Sein erster Einsatz in der MLS war  am 25. April 2021 bei einer 1:2-Niederlage gegen Inter Miami, bei der er in der 90.+1. Minute für den verletzten Ilsinho eingewechselt wurde. Auch in der CONCACAF Champions League kam er mehrfach zum Einsatz.
Seine Zeit bei Union endete nach der Saison 2024, als er im Februar 2025 zu Houston Dynamo wechselte.

## Privates
Sein Bruder Conor McGlynn ist ebenfalls aktiver Fußballspieler in der USLC.